# Икорников, Василий Александрович
Василий Александрович (Алексеевич) Икорников (1859/1860 — 1888) — русский писатель.

## Биография
Родился 29 декабря 1859 (10 января 1860) года.
Ещё обучаясь в Ларинской гимназии, которую окончил в 1879 году, сотрудничал в журнале «Детское чтение» В. П. Острогорского.
Через несколько лет после окончания гимназии поступил на Юридический факультет Императорского Санкт-Петербургского университета. Студентом помещал рецензии книг, рассказы, стихотворения и театральные заметки в журналах «Ребус», «Театр», «Русская Мысль», «Воспитание и обучение». В 1885 и 1887 годах выпустил под редакцией В. П. Острогорского две биографии в серии «Русские писатели в школе»: «В. А. Жуковский» и «М. Ю. Лермонтов».
Умер 2 (14) февраля 1885 года будучи студентом последнего курса университета.